# Paolo Pizzo
Paolo Pizzo (ur. 4 kwietnia 1983 w Katanii) – włoski szpadzista, wicemistrz olimpijski i dwukrotny mistrz świata.
Wystartował na igrzyskach olimpijskich w Londynie w 2012 roku, zajmując piąte miejsce drużynowo. Podczas igrzysk olimpijskich w Rio de Janeiro w 2016 roku Włosi w składzie: Marco Fichera, Enrico Garozzo, Paolo Pizzo i Andrea Santarelli wywalczyli srebrny medal drużynowo. W rywalizacji indywidualnej zajął tam 25. pozycję.
Podczas mistrzostw świata w Katanii w 2011 roku zdobył złoty medal w turnieju indywidualnym. W finale pokonał Holendra Basa Verwijlena 15:13. Wynik ten powtórzył na mistrzostwach świata w Lipsku w 2017 roku, tym razem pokonując w finale Nikolaia Novosjolova z Estonii.
Ponadto wywalczył srebrny medal indywidualnie na mistrzostwach Europy w Strasburgu (2014), srebrny drużynowo na mistrzostwach Europy w Toruniu (2016) i ponownie srebrny indywidualnie podczas mistrzostw Europy w Tbilisi (2017).